# Костадин Устапетров
Костадин Устапетров (на македонска литературна норма: Костадин Устапетров) е художник, карикатурист от Република Македония.

## Биография
Роден в 29 октомври 1950 година в Струмица, тогава във Федеративна народна република Югославия. Завършва Архитектурния факултет на Скопския университет. Започва да се занимава с карикатура от 1971 година, когато публикува в списанието за хумор и сатира „Остен“ първите си карикатури и афоризми.
Устапетров публикува в много вестници и списания. Излага с групата КИКС и Сдружението на карикатуристите на Македония от 1980 година на всичките му изложби в Югославия и чужбина. В 1975 година негови творби излизат в книгата „Тушот не е вода“ (Тушът не е вода), в издание на НИП „Студентски збор“, както и в антологичното издание „Макдонска карикатура“ от Владимир Величковски, 1994 година, и в антологията „Македонски афоризам“, 2008 година и двете издание на Алма Белград. В 1994 година излиза книката му с карикатури „Врата кон светот“ (Врата към света), издание на Сдружението на карикатуристите на Македония и списание „Остен“. В 2002 година излиза книгата му с афоризми „Надвор од рамките“ (Навън от рамките). В 2010 година издава комплект от 6 книги, наречен „Мозаик“ (Мозайка) - Практицизми, Сурфери I, Сурфери II, Лунгуре, СКК/Струмички криви краставици и Хуморист.
Умира на 10 юни 2013 година.
В 2014 година посвъртно е награден за цялостно творчество от община Струмица с наградата „Св. Петнадесет Тивериополски Мъченици“.